# Fiat Trattori 411R
Le Fiat 411R est un tracteur agricole à roues produit par le constructeur italien Fiat Trattori de 1958 à 1963.
Ce tracteur de moyenne puissance (41 ch) est produit en Italie, mais aussi dans d'autres pays, dont la France sous le nom de Fiat Someca SOM 35.

## Historique

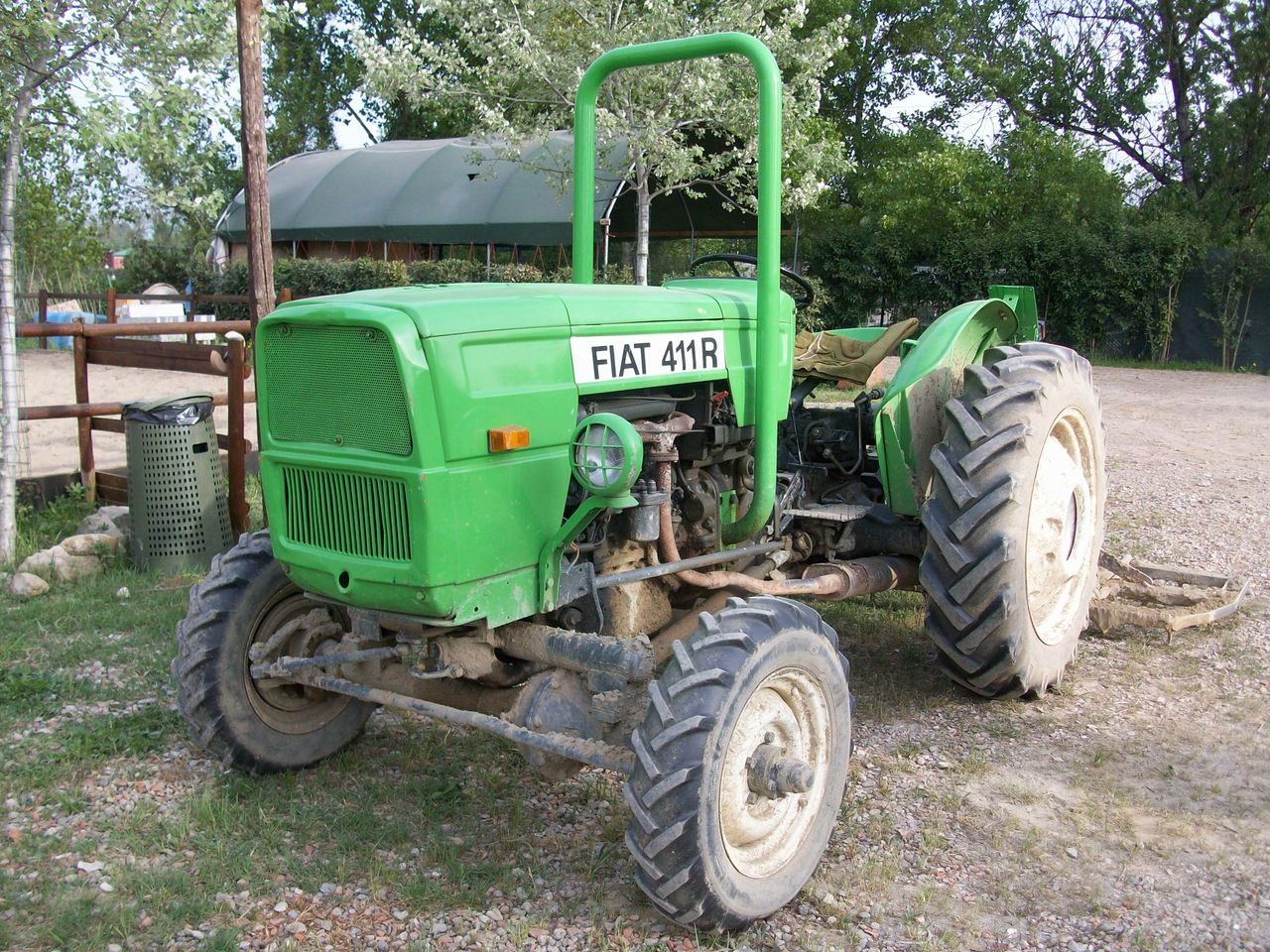
Tracteur Fiat 411R fabriqué en Roumanie ou Turquie.

Vers la fin des années 1950, Fiat doit faire face à la concurrence des constructeurs comme Renault, Fordson ou Massey Ferguson sur le segment des tracteurs de puissance moyenne.
Le Fiat Trattori 411 apparu en 1958 répond à cette demande avec un moteur de 41 ch.
Ce modèle et ses dérivés sont également fabriqués en Argentine par la filiale argentine Fiat Concord, en Roumanie, sous licence par le constructeur UTB et en Turquie par la filiale turque Tük Fiat.
En France c'est la filiale française Fiat Someca qui construit ce tracteur sous le nom SOM 35 dans l'usine de Bourbon-Lancy mais, dans un premier temps, les tracteurs sont simplement importés d'Italie et badgés au nom du constructeur français. Outre le nom, les SOM 35 fabriqués en France se différencient des 411R par une peinture vert foncé (et non brun doré) des organes mécaniques.

## Caractéristiques techniques

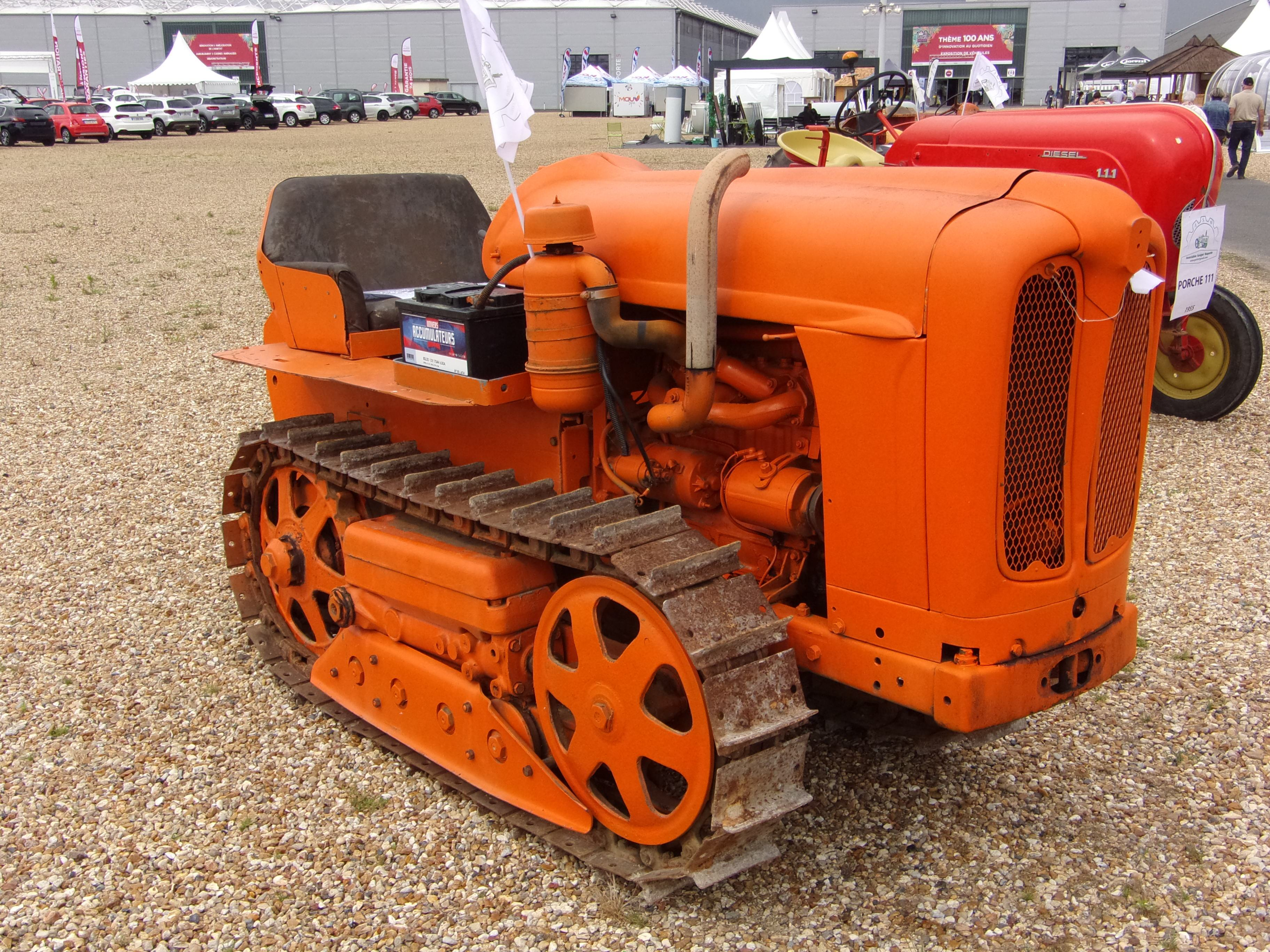
Fiat 411C.

Le tracteur Fiat 411R est équipé d'un moteur diesel Fiat à injection indirecte avec démarreur électrique. Le moteur est un 4 cylindres en ligne d'une cylindrée de 2 270 cm3 développant une puissance de 41 ch à 2 300 tr/min. Le dispositif d'injection indirecte, rendant nécessaire le préchauffage du moteur avant démarrage, ne facilite pas les mises en route par temps froid.
Il est doté d'une boîte de vitesses à six rapports avant non synchronisés et deux arrière et d'une installation électrique sous 24 V, dispose d'un blocage du différentiel, d'une prise de force arrière et d'un relevage hydraulique à trois points. La vitesse maximale est de 22,9 km/h. 
Ce tracteur agricole est fabriqué en plusieurs versions :
- Fiat 411C - tracteur à chenilles,
- Fiat 411R - deux roues motrices,
- Fiat 421R - largeur réduite pour vergers,
- Fiat 431R - vigneron,
- Fiat 441R « Montagna » - quatre roues motrices,
- Fiat 481R - haut dégagement.